# リッチー・レモス
リッチー・レモス（Richie Lemos、1920年6月2日 - 2004年10月18日）は、1930年代から1940年代のプロボクサー。元NBA世界フェザー級チャンピオン。アメリカ合衆国カリフォルニア州ロサンゼルス生まれ。

## 来歴
- メキシコ系。1937年プロデビュー。
- 1941年7月1日、一度敗北を喫したことのある王者ペティ・スカルツォを5回KOに破り、NBA世界フェザー級チャンピオンとなる。しかし、4ヶ月後の1941年11月18日、初防衛戦でジャッキー・ウィルソンに12回判定負けで敗れ、王座を奪われる、同年11月にウィルソンに挑むもタイトル奪回は果たせず。

## 通算戦績
51勝（26KO）23敗3引分け